# Párosz
Párosz (görög betűkkel Πάρος, ógörög átírással Parosz) sziget az Égei-tenger közepén, Görögországban. A Kükládok szigetcsoport tagja.
A sziget márványáról híres. Ebből a márványból faragták a Milói Vénuszt és Napóleon szarkofágját. Szantorini és Míkonosz után a harmadik legnépszerűbb küklád sziget.

## Fekvése

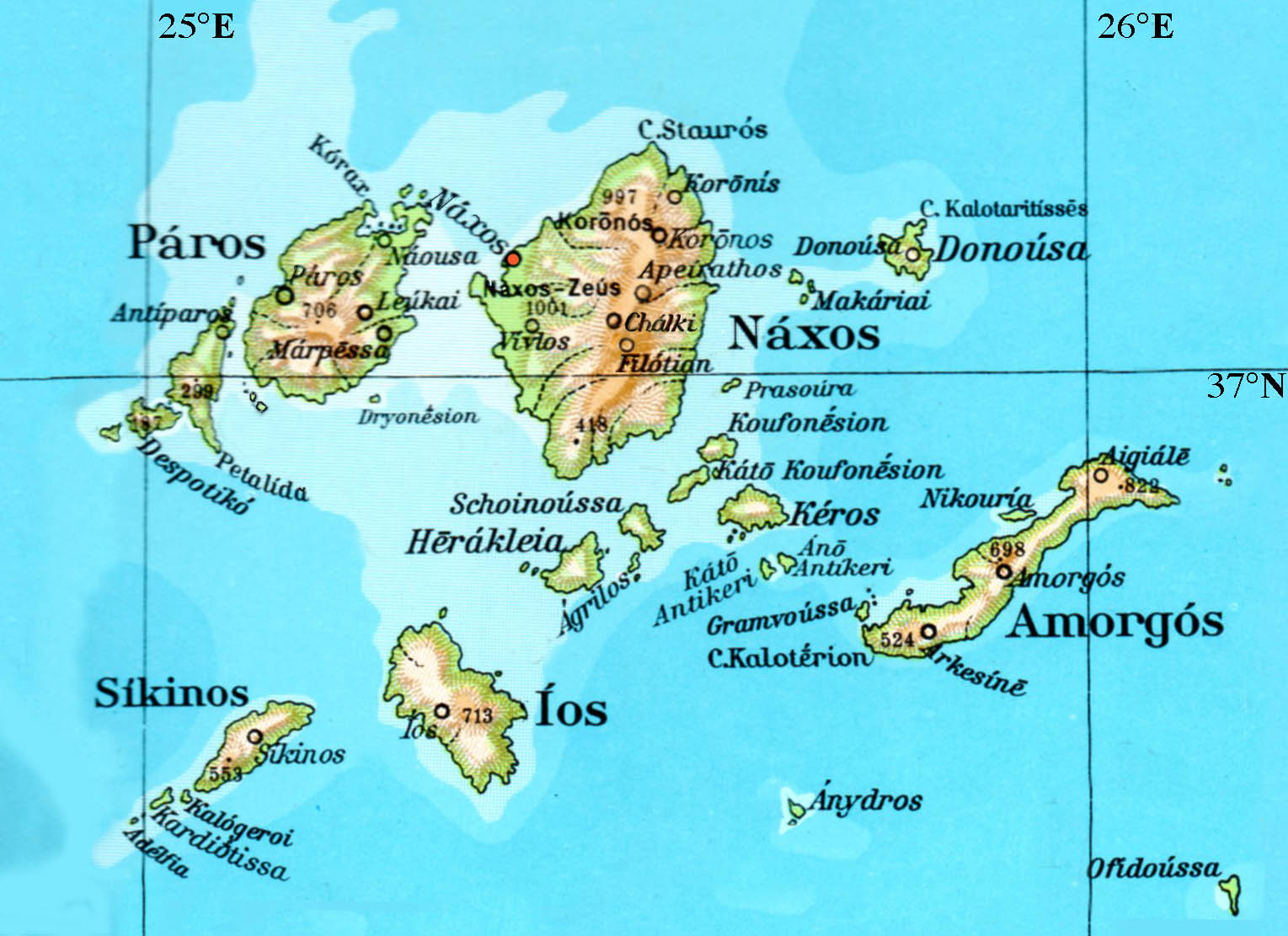
Párosz és szomszédai térképe

Naxosztól 5 kilométerre nyugatra fekszik, egy csatorna választja el őket. Területe 165 km². A főváros, Parikía (görögül Παροικιά) az északnyugati oldalon fekszik, egy öbölben. A sziget alapkőzete márvány. Legmagasabb pontja, Éliás próféta hegye (Profitis Ilias, az ókorban Marpessa) 770 méter magas.
A szigettől délnyugatra egy kilométerre található egy kisebb szigetecske, Antipárosz.

## Története

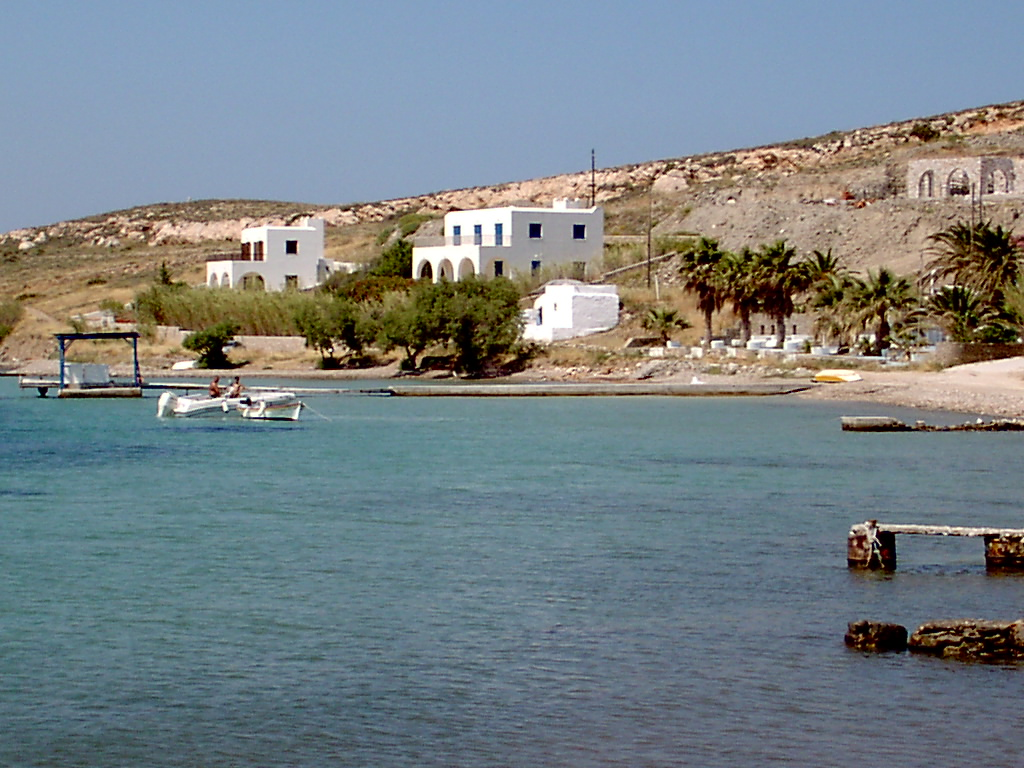
Házak Parikía mellett

A kezdetben krétaiak, később iónok által betelepített sziget jelentőségét kitűnő márványának köszönhette, amely mindig fő kiviteli cikke volt. A legjobb, különösen szobrok készítésére alkalmas márvány, az ókoriak Lychnitese, körülbelül a közepén, mintegy 8 kilométernyire a régi Parosz, ma Parikia mellett van.
A párosziak a perzsa háborúk idején Xerxésszel kötöttek szövetséget. Emiatt a hazafiatlan hozzáállás miatt Themisztoklész meg is büntette őket. Miután az athéniek Miltiadész vezérlete alatt sikertelen kísérletet tettek a sziget elfoglalására, Parosz a második perzsa háború után az athéni szövetséghez csatlakozott.
A sziget büszkesége a IV. századi Pároszi Krónika, amely felsorolja az ókori Görögország művészeti értékeit. Egy része a helyi Archeolgiai Múzeumban látható, sajnos azonban az értékesebb részek meghatározó nyugati múzeumok tulajdonában vannak.
Nagy Sándor után az egyiptomi királyok fennhatósága alá került. Kr. e. 197-ben a rómaiak Athénnek adták, később pedig egészen római uralom alá került. A középkorban Velencéhez tartozott, 1537-ben pedig meghódították a törökök.

## Látnivalók
- A Panagia Ekatontapyliani templom Parikiában, k.u. 326-ból, amely a Kükládok legszebb templomai közé tartozik,
- A Bizánci Múzeum Parikiában,
- Parikia olaszos házai, amelyeket szőlőlugasok, narancs és gránátalma fák tesznek hangulatossá,
- egy középkori vár romjai, amelyet szinte kizárólag az ókori romok márványelemeiből építettek.
- márványbányák.

## Külső hivatkozások
- Párosz.lap.hu – Linkgyűjtemény